# Andy Hrovat
Andy Hrovat (ur. 21 stycznia 1980) – amerykański zapaśnik w stylu wolnym. Olimpijczyk z Pekinu 2008, gdzie zajął dwunaste miejsce w wadze 84 kg.
Osiemnaste miejsce na mistrzostwach świata w 2006. Srebro igrzysk panamerykańskich w 2007. Dwa medale na mistrzostwach panamerykańskich, srebro w 2001. Szósty w Pucharze Świata w 2007 i piąty w drużynie w 2008 roku. W młodości zawodnik University of Michigan.